# Szedet
| F18 · d · t · niwt |

| F18 · d · t · niwt |

Szedet (gr. Krokodilopolis, Arsinoe) – starożytne miasto egipskie w oazie Fajum w północnej części współczesnego miasta Fajum. 
Położone pomiędzy dawnym jeziorem Moeris a Nilem. Rozwinęło się dzięki przebiegającemu tam szlakowi handlowemu. Amenemhat I wzniósł tam świątynię boga Sobka, później rozbudowaną przez Amenemhata III. Miasto stało się głównym ośrodkiem kultowym tego staroegipskiego bóstwa, przedstawianego z głową krokodyla. Wskutek tego starożytni Grecy nazywali później to miasto Krokodilopolis. Władający Egiptem w III wieku p.n.e. Ptolemeusz II Filadelfos na cześć swej siostry i żony Arsinoe II zmienił nazwę miasta na Arsinoe.